# Chrysopa satoruna
Chrysopa satoruna är en insektsart som beskrevs av Navás 1922. Chrysopa satoruna ingår i släktet Chrysopa och familjen guldögonsländor. Inga underarter finns listade i Catalogue of Life.